# 惑星ソラリス
『惑星ソラリス』（わくせいソラリス、原題ロシア語：Солярис、サリャーリス、英語:Solaris）は、アンドレイ・タルコフスキーの監督による、1972年の旧ソ連の映画である。ポーランドのSF作家、スタニスワフ・レムの小説『ソラリス』（早川書房から翻訳権独占で出版されているが、当初用いられた邦題は、『ソラリスの陽のもとに』）を原作としているが、このタルコフスキーの映画では、レムの原作にはない地球でのシーン、および概念が持ち込まれており、構成、結末もまた大きく異なっている。1972年カンヌ国際映画祭審査員特別賞受賞。1978年、第9回星雲賞映画演劇部門賞受賞。

## ストーリー
心理学者ケルヴィンは豊かな自然に囲まれた一軒家で父母とともに暮らしているが、近々、惑星ソラリスの観測宇宙ステーションに赴くことになっている。ソラリスは謎めいた力を持つ海と雲に覆われた惑星で、その観測ステーションとの通信が途切れたのだ。そんなケルヴィンのところに、彼の父の友人でもある元宇宙飛行士バートンが訪れ、自分がかつてソラリスの上空を飛行したときの不思議な体験をケルヴィンに伝える。それによると、ソラリスの海の表面が変化し、街や赤ん坊のかたちになったのを見たというのだ。しかもその赤ん坊は彼の知人の赤ん坊にそっくりだったという。
ケルヴィンがソラリス・ステーションにつくとステーションは廃墟のように閑散としており、科学者のスナウトとサルトリウスは自室に籠もって、ケルヴィンに状況を説明しようとはしない。ケルヴィンは、いるはずのない黒人の少女が通路に姿を現したり、スナウトの部屋からは小人が走り出てこようとしてスナウトに引き戻されたりするのを見る。もうひとりのステーション内の科学者でケルヴィンの友人であったギバリャンは、ケルヴィンにビデオメッセージを残して自殺していたが、その映像にも少女の姿が映っている。
翌朝、ケルヴィンが眠っている部屋に、かつてケルヴィンとの諍いの果てに自殺したはずの妻ハリーが現れる。目覚めたケルヴィンは内心驚くが、ハリーは自然な態度でケルヴィンに接してくる。別人なのだろうか。しかしその腕には彼女が自殺した時に使った注射の痕がそのまま残っている。ケルヴィンは恐怖のあまり、ステーションに搭載された小型ロケットにハリーを乗せて発射させ、ハリーを追い払ってしまうが、翌朝になるとやはりハリーはケルヴィンの部屋にいる。どうやらこの惑星を覆う海そのものが知性を持つ巨大な有機体であり、その海がステーションにいる人間の寝ているあいだに、その心の奥にあるものを読み取って、それを実体化し、ステーションに送り込んでくるらしい。それが海の敵意なのか、親交の情なのか、それとも別の理由によるのかはまったく不明である。
ハリー自身も自分がここに存在していることに悩み、液体酸素を飲んで自殺をはかるが、凍りついた身体がもとにもどると息を吹き返す。やがてケルヴィンはハリーが本当のハリーではないことを理解しながらも彼女を愛するようになる。
しかし、ソラリスの海の正体を調べるための照射実験が行われると、ハリーも、そして、他のソラリスの海が作り出した人物たちも姿を消してしまう。
緑豊かな実家に戻ってくるケルヴィン。家の中に父がいるのが見える。戸口に出てきた父にすがるケルヴィン。しかし、彼がいるのは彼の記憶にもとづいてソラリスの海がその表面に作った小さな島の上だった。

## キャスト
| 役名                            | 俳優                             | 日本語吹替             |
| 役名                            | 俳優                             | 東京12ch版             |
| ------------------------------- | -------------------------------- | ---------------------- |
| クリス・ケルヴィン (心理学者)   | ドナタス・バニオニス             | 木村幌                 |
| ハリー (クリスの妻)             | ナタリヤ・ボンダルチュク         | 寺田路恵               |
| スナウト                        | ユーリー・ヤルヴェト             | 千葉順二               |
| サルトリウス (天体生物学者)     | アナトリー・ソロニーツィン       | 池田勝                 |
| ギバリャン (物理学者)           | ソス・サルキシャン               | 村越伊知郎             |
| ニック・ケルヴィン (クリスの父) | ニコライ・グリニコ               | 石井敏郎               |
| アンリ・バートン (宇宙飛行士)   | ウラジスラフ・ドヴォルジェツキー |                        |
| アンナ (クリスの伯母)           | タマーラ・オゴロドニコヴァ       |                        |
| ギバリャンの客                  | オーリガ・キズィローヴァ         |                        |
| 日本語版スタッフ                |                                  |                        |
| 演出                            | 演出                             | 水本完                 |
| 翻訳                            | 翻訳                             | 木原文子               |
| 制作                            | 制作                             | ザック・プロモーション |

※日本語吹替は、東宝から発売された『名作・ソビエト映画』吹替版VHSに収録。

## 作中挿入音楽
- テーマ曲：ヨハン・ゼバスティアン・バッハ コラール・プレリュード 『イエスよ、わたしは主の名を呼ぶ』（BWV 639）
- 演奏：電子音楽実験スタジオアンサンブル

## 作品をめぐる評価
タルコフスキーの名前を世界に知らしめた記念碑的作品。1972年のカンヌ映画祭に急遽出展され、審査員特別グランプリを受けた。
荒廃した宇宙ステーションを舞台に、カットが途切れず延々とカメラが回り続ける独特の映像感覚や、電子音楽で流れるバッハのコラール前奏曲(BWV639)の音楽感覚が映画評論家たちに絶賛されている。かねてより水・火などの映像の美しさで知られていたタルコフスキーによる海の描き方は、穏やかでありながら神秘的。また、タルコフスキーが生涯を通じて繰り返し愛用した人体浮遊シーンは、この映画の中でも効果的に用いられている。ストーリーは追いにくく、難解と評されることが多い。タルコフスキー監督は、後に意図的に観客を退屈させるような作風を選んだ、と述べている。
ポーランドの巨匠スタニスワフ・レムの『ソラリス』を原作としているが、レムの作品は「枠物語」として利用しているだけで、主題的には「郷愁」が強調されるなど、1975年の『鏡』にバリエーションが見てとれる。
レムの原作では、惑星ソラリスの表面全体を覆う「海」が、知性を持つ巨大な存在で、複雑な知的活動を営んでいる。人類はこの「ソラリスの海」を研究し何とか意志疎通を試みようと努めるが、何世紀ものときが経過しても、「海」は謎のままに留まり、人類とのコミュニケーションを堅く拒んでいるようにも見える。このような基本設定の上に、「ソラリスの海」上空の軌道に設置された研究用宇宙ステーションに赴任して来た科学者クリス・ケルヴィンが、驚くべき出来事に直面するというところからストーリーが始まる。
タルコフスキーの『惑星ソラリス』は、レムの原作には無い、地球上での情景とエピソードが物語冒頭に置かれているし、同じく原作には全く登場しない（厳密には研究者ゲーゼが父に似ており、両者が地球上に墓場を持っていないことが作中語られている）、主人公の両親も出てくる。またタルコフスキーによる宇宙ステーションでの物語は、もっぱら主人公と「ソラリスが、主人公の記憶の中から再合成して送り出してきたかつて自殺した妻」との関係に集中している。レムが、その「ソラリスが、主人公の記憶の中から再合成して送り出してきたかつて自殺した妻」との人間関係のほかに、それ以上の大きなテーマとして、「人間と意思疎通ができない未知の生命体との交流」について思弁的な物語を展開するのとは、はっきりと異なる。
このために、レムとタルコフスキーとの間で口論が起きたことは有名。もともとレムは舌鋒鋭く他作家に対しても非寛容な批評を行ってきたことで知られており、独自のSF観にそぐわない自作の映画化には言いたいことがいくらでもあった。これに対して、芸術至上主義のタルコフスキーは自身の芸術観に身も心も捧げている。激しい口論の末に、レムは最後に「お前は馬鹿だ！」と捨て台詞を吐いたという。
レムはこの映画について「タルコフスキーが作ったのはソラリスではなくて罪と罰だった」と語っている。タルコフスキーの側は「ロケットだとか、宇宙ステーションの内部のセットを作るのは楽しかった。しかし、それは芸術とは関係の無いガラクタだった」と語っており、SF映画からの決別を宣言している。
この後、タルコフスキーは『ストーカー』で再びSF作品を原作に選ぶのだが、レムとの一件に懲りた彼は原作者のストルガツキー兄弟と文通しながら「路傍のピクニック」という短編を基にしてシナリオを作成し、宇宙船もあらゆる機械類も特撮も一切無しという特異なSF映画を作り上げることになる。結局のところ、タルコフスキーはSFによる非日常的なシチュエーションに創作意欲を掻き立てられはするが、SFそのものに興味がある訳では無かった。
『惑星ソラリス』と比較されることの多い『2001年宇宙の旅』を公開直後にタルコフスキーは観ているが、「最新科学技術の業績を見せる博物館に居るような人工的な感じがした」「キューブリックはそうしたこと（セットデザインや特殊効果）に酔いしれて、人間の道徳の問題を忘れている」とコメントしている。また劇中で、人間の心の問題が解決されなければ科学の進歩など意味がないという台詞をスナウトに語らせている。
未来都市の風景として東京・赤坂見附界隈の首都高速道路の立体交差が使われているが、「タルコフスキー日記」によれば、この場面を日本万国博覧会会場で撮影することを計画していたものの当局からの許可が中々下りず、来日したときには既に万博は閉会。跡地を訪ねたもののイメージ通りの撮影はできず、仕方なしに黒澤明と面会するさいの東京で撮影したとのことである。巨匠はビル街の高架橋とトンネルが果てしなく連続する光景の無機質な超現実感にご満悦だったらしく、日記には「建築では、疑いもなく日本は最先端だ」と手放しの賞賛が書き残されている。このシーンは殊に『2001年』におけるクライマックスの長大なワープシーンと比較されることが多い。
日本初公開は1977年。かねてから親交のあった黒澤明が紹介に努めたが、SFファンなどからは酷評された。その後、各種の上映会等で徐々にタルコフスキーの理解者が増えていき、現在では名作の誉れが高い。黒澤は後に、熊井啓の手により映画化された『海は見ていた』（英題：" The sea " watches . ）の脚本で、『惑星ソラリス』と同様に、「海」の持つ 「限りない優しさ」 を描くことになる。 黒澤とタルコフスキーは、酒が入ると、ともに『七人の侍』のテーマを合唱するなど、肝胆相照らす仲だった。
日本初公開の翌年1978年には『未知との遭遇』が公開されているが、雑誌『UFOと宇宙』（1978年5月号）掲載の対談で、横尾忠則が『未知との遭遇』についての感想を、音楽家の富田勲に尋ねると富田は「面白かったけど、ああいう映画なら僕は去年見た『惑星ソラリス』のほうがよかった。観てるときはつまらないと思ったけど、あとでとても印象に残った」と語り、横尾も『未知との遭遇』の欠点は哲学がないところですねと富田の意見をうべなっている。
なお、思想家・写真家の岩谷薫は、著書『亡くなる心得』において、『惑星ソラリス』における怪現象は、量子力学と、仏教の唯識で説明できると述べる。『惑星ソラリス』は、レムの知と、タルコフスキーのシャーマンとしての才能が、奇跡的に融合した映画であり、この映画は、あの世とこの世の、本質の現象を描いた映画であると解説する。

## 短縮版について
上記の、東宝から発売された『名作・ソビエト映画』吹替版VHSは、オープニングとエンディングにオリジナル版に存在しないケルヴィンのナレーションが流れ、彼の両親とバートン飛行士、首都高速の映像など、前半の地球上部分のほとんどをカットした（それでいてオープニングのキャスト紹介の字幕では、彼等二人の配役と役者の名前がちゃんと紹介されている）ヴァージョンである。これは、東京12チャンネルが2時間枠のテレビ放送用に1979年にザックプロモーションに発注して作成したものであり。、このヴァージョンではその他にも、ソラリス・ステーションでケルヴィンとハリーが彼等の家族が映ったホーム・ムービーを観るシーンや、ケルヴィンが夢の中で母親と再会するシーンなど数多くのシーンがカットされていて、165分のオリジナル版が正味約94分になっている（画面サイズはスタンダード）。
地球でのシーンが冒頭わずかに残されているが、ほとんどステーション内で物語が進行するところなど、奇しくも完全にソラリス圏内でのみの展開になっているレムの原作に近い構成になっている。

## リメイク
2002年にアメリカの映画監督スティーヴン・ソダーバーグによりリメイクされた。製作者側によるとこの作品はタルコフスキーの作品のリメイクではなく、あくまでも原作小説のソダーバーグによる映画化とのことである。
とは言っても、レムの小説よりはタルコフスキーの映画からの影響と思われる要素も多く見られる。実際、DVDの特典に収録されているソダーバーグの脚本には「スタニスワフ・レムの小説および、アンドレイ・タルコフスキーとフリードリッヒ・ゴレンシュタインの脚本に基づく」と書かれている。映画本編のクレジットではレムだけが記載されている。
登場人物名の変更について
クリスの前妻はオリジナルではハリーだが、リメイク版は「レイア」にされている。これはハリーという名前が英語圏では男性名にあたり、英訳版の「ソラリスの陽のもとに」ではハリーをアナグラム化して「レイア」という名前になっていることからリメイク版では英語名が優先されている（なお、英語版では「スナウト」も「Snow」に変更されており、かなりの異同がある）。